# Нёри, Андре
Андре Нёри (фр. André Neury; 3 сентября 1921, Женева — 16 октября 2007, Минузио) — швейцарский тренер и футболист, игравший на позициях правого вингера и защитника. Выступал за команды «Ла-Шо-де-Фон», «Серветт» и «Локарно» и «Сонвилье».
В составе сборной Швейцарии сыграл 30 матчей. Участник двух чемпионатов мира — 1950 и 1954 годов.

## Клубная карьера
Андре Нёри вырос в Невшателе, начинал футбольную карьеру в клубе «Ла-Шо-де-Фон», играл на позиции правого вингера, а в 1941 году перешёл в «Серветт» из Женевы. Свой первый гол Андре забил 30 ноября в ворота «Нордштерна» — всего в дебютном сезоне отличился тремя голами в чемпионате. В сезоне 1942/43 он забил 7 голов за «Серветт», а его команда заняла 6-место в чемпионате.
В 1943 году Нёри вернулся в «Ла-Шо-де-Фон». На протяжении двух сезонов он выступал на привычной для себя позиции правого вингера, а в октябре 1945 года впервые перешёл в центр защиты, заменив ветерана команды Адольфа Штельцера. В сезоне 1945/46 его команда заняла 13-место в чемпионате и отправилась во второй дивизион.
В 1947 году Андре получил выгодное предложение от французского клуба «Расинг». В августе он дебютировал за парижан в товарищеском матче c «Ред Стар». В то время Федерация футбола Швейцарии была против перехода футболистов за границу, поэтому Нёри всё же предпочёл перейти в «Локарно» из Тичино, где он познакомился со своей женой. В марте 1951 года дошёл с «Локарно» до финала кубка страны, в котором уступили «Ла-Шо-де-Фону» — 3:2.
В июле 1951 года Нёри заключил контракт на один сезон с клубом «Серветт». В 1954 году он отправился в турне по Южной Америке с клубом «Ла-Шо-де-Фон», хотя не имел разрешения от «Серветта». Из-за артрита Андре был вынужден провести четыре месяца на больничной койке, а в январе 1955 года объявил о своём уходе из команды.
В августе 1956 года стал играющим тренером в команде «Сонвилье».

## Сборная Швейцарии
В составе сборной Швейцарии Андре дебютировал 21 мая 1945 года в товарищеском матче против Португалии, ранее он сыграл несколько неофициальных матчей, в том числе за вторую сборную. Встреча завершилась со счётом 1:0 в пользу швейцарцев. В октябре 1948 года после трёхлетнего перерыва Нёри вернулся в сборную, сыграв с чехословаками в матче Кубка Центральной Европы.
В июне 1950 года он отправился со сборной на чемпионат мира в Бразилию. На турнире Нёри сыграл во всех трёх матчах группы — против Югославии, Бразилии и Мексики, но его команда заняла только третье место и не смогла выйти в финальную часть чемпионата. В июне 1953 года в матче с датчанами Андре впервые вывел команду в качестве капитана.
В июне 1954 года на домашний чемпионат мира Нёри вновь отправился как основной защитник сборной. На турнире он сыграл во всех трёх матчах группы — против Италии и Англии, а также с итальянцами в матче плей-офф за выход из группы. В четвертьфинале турнира швейцарцы уступили сборной Австрии со счётом 7:5. За девять лет в сборной сыграл 30 матчей. В 1994 году он вошёл в список «100 героев чемпионата мира», составленный французским журналом «France Football».

## Достижения
«Локарно»
- Финалист Кубка Швейцарии: 1950/51